# شهرک ژاندارمری
شهرک ژاندارمری شهرکی مسکونی واقع در شمالغرب و غرب شهر تهران و در منطقه ۲ شهرداری تهران واقع است.

## تاریخچه
زمین‌های این شهرک که عمدتاً قطعات ۳۰۰ و ۴۰۰ متری هستند، در زمان حکومت محمدرضا شاه پهلوی به افسرها و درجه داران ژاندارمری تهران واگذار شده بود؛ که پس از انقلاب ایران به مردم عادی فروخته شد.

## موقعیت
این شهرک از شمال به بزرگراه آیت‌الله حکیم، از جنوب به خیابان سازمان آب، از شرق به بزرگراه شیخ فضل‌الله نوری و از غرب به بزرگراه شهید اشرفی اصفهانی محدود می‌شود.

## تقسیم‌بندی شهرداری
این شهرک با گذر اتوبان یادگار امام از وسط شهرک به دو قسمت تقسیم شده‌است. در تقسیم‌بندی شهرداری تهران قسمت غرب یادگار امام در ناحیه ۲ از منطقه ۲ شهرداری تهران قرار دارد و با نام محله خرمرودی شناخته می‌شود. قسمت شرق یادگار امام در ناحیه ۴ از منطقه ۲ شهرداری تهران و با نام محله ۱۶ شناخته می‌شود.
محله خرمرودی از جنوب به بزرگراه جلال آل احمد، از شرق به اتوبان یادگار امام، از شمال به بزرگراه حکیم و از غرب به خیابان شایق منتهی می‌شود.
محله ۱۶ از شرق به خیابان سرسبز و از غرب به خیابان فرشتگان، از شمال به بزرگراه حکیم و از جنوب به بزرگراه جلال آل احمد منتهی می‌شود.

## خیابان‌های اصلی
این شهرک دارای خیابان‌های اصلی با نام‌های بلوار فرزانگان،بلوار ایثار، خیابان آریافر، خیابان میثاق، خیابان آرش، بلوار خرمرودی، خیابان شهید ابراهیمی ،خیابان ابوالفضل، خیابان لادن، سپهر، فرشتگان، البرز، سرسبز، لاله، ناهید، بهار، پردیس، بلوار مرزداران است.

## بوستان‌ها
- بوستان انارستان
- بوستان فرهنگیان
- بوستان یاس
- بوستان شهرک
- بوستان گلستان[۵]
- بوستان اشرفی اصفهانی(مرزداران)
- بوستان پرند
- بوستان گلها
- بوستان ناهید
- بوستان ونوس
- بوستان سرسبز

## مراکز ورزشی
- مجتمع فرهنگی ورزشی آیدین نیکخواه بهرامی (سالن فوتسال، والیبال، بسکتبال و …)
- مجتمع فرهنگی ورزشی آزادگان
- ورزشگاه و مجتمع ورزشی نسیبه (مرکز تربیت معلم نسیبه)
- باشگاه پردیسان
- باشگاه جبلی
- باشگاه حرفه‌ای
- باشگاه داود ۲
- باشگاه و استخر سپهر
- باشگاه سفینه
- باشگاه نشاط و تندرستی
- باشگاه نامداران
- باشگاه نیلگون
- باشگاه بیلیارد بابکان
- باشگاه رایکان
- باشگاه وکیلی
- باشگاه زاگرس
- مجمتع ورزشی آمنه (بانوان)
- استخر و سونای صبا[۵]

## مراکز بزرگ تجاری
- مجتمع تجاری الوند (خیابان شهید ابراهیمی روبروی شرکت مخابرات)
- میدان میوه و تره بار خرمرودی (خیابان ابراهیمی - بلوار خرمرودی)
- مرکز خرید الغدیر (بلوار مرزداران-خیابان ایثار)
- مرکز خرید پردیسان (بلوار مرزداران-خیابان سپهر)

## مراکز ارائه اینترنت پرسرعت
- شرکت مخابرات تهران (نمایندگی واقع در مراکز مخابراتی)
- شرکت شهراد (نمایندگی واقع در مرکز خرید الغدیر)